# Vas-oxid

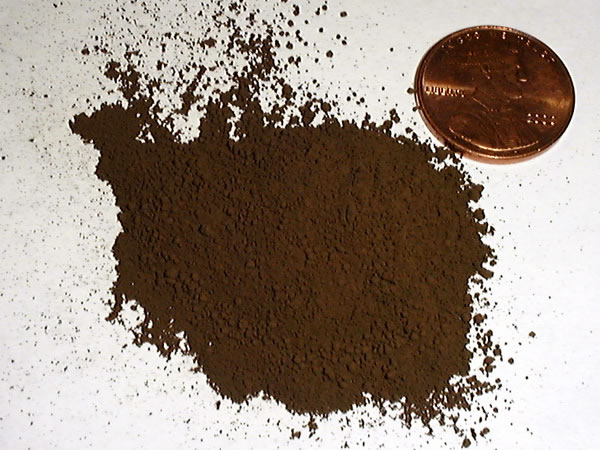
Vas-oxid pigment

Összesen tizenhat ismert vas-oxid létezik Ezek a vegyületek vagy oxidok (wüstit, hematit, β-Fe2O3, maghemit, γ-Fe2O3, ε-Fe2O3, magnetit, ferrihidrit),  vagy hidroxidok és oxid-hidroxidok (goethit, akaganeit, lepidokrocit, feroxihit, bernalit, schwertmannit vagy zöld rozsda). 
Néhány oxidot a kerámiák mázaihoz használnak. Sok vas-oxid a kiégetés során jellegzetes színt kölcsönöz a máznak.
A vörös márga színét a benne található vas-oxid adja.
Néhány vas-oxidot a kozmetikumokban használnak különböző színárnyalatokat előállítva segítségükkel. Nem mérgezőek, a páratartalomra közömbösek. Kozmetikai használatra a vas-oxidokat szintetikus úton állítják elő, ezzel biztosítva a szennyezőanyagok kiszűrését, amelyek amúgy a természetes eredetű vas-oxidokban megtalálhatók.
Az élelmiszeriparban is felhasználják az ételek színezésére E172 néven.

## Vas-oxidok
- Vas(II)-oxid (FeO) (más néven vas(II)-oxid, ferro-oxid, vagy a természetben való előforduláskor wüstit) fekete színű, robbanásveszélyes anyag.

- Vas(III)-oxid (Fe2O3) (más néven ferri-oxid, vörösvasérc, vas-oxid-vörös, hematit vagy maghemit) Tisztítás után az elektronikában mágneslemezek előállításánál használják. Gátolja a rozsdaképződést.

- Vas(II,III)-oxid (Fe3O4) (más néven ferro-ferri-oxid vagy magnetit). Ez a vasérc. Ez a vas-oxid megtalálható továbbá a hajók vízvonala alatt, mert képződését elősegíti a vizes környezet.

A földkéregben hasonlóan gyakran előforduló többi érchez képest a vas előállítása viszonylag egyszerű (például az alumíniumhoz vagy a titánhoz képest).